# Цилиндрические параболические координаты

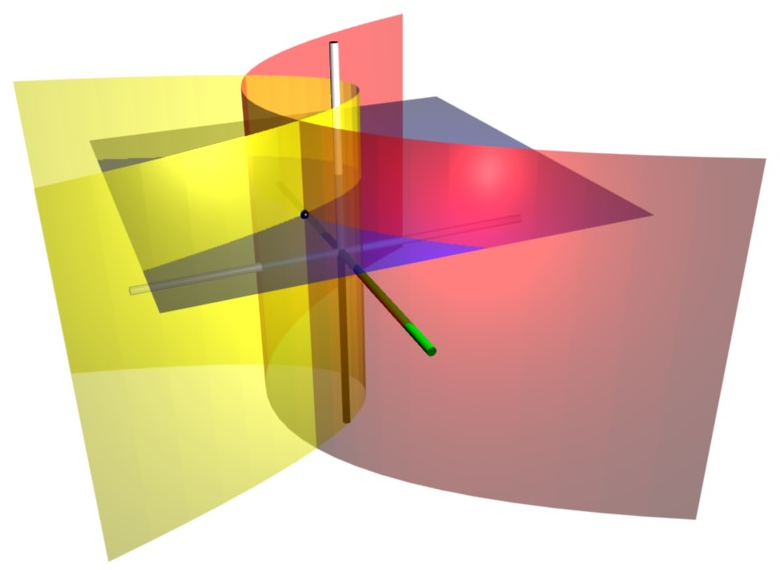
Координатные поверхности в координатах параболического цилиндра.

Цилиндрические параболические координаты (координаты параболического цилиндра) {\displaystyle (u,\;v,\;z)} — система координат, обобщающая параболические координаты на трёхмерный случай путём добавления третьей (декартовой) координаты {\displaystyle \ z}, то есть аппликаты.
Существует несколько вариантов ориентации этих координат. Наиболее распространённой является ориентация, соответствующая
{\displaystyle {\begin{cases}x={\dfrac {c}{2}}(u^{2}-v^{2}),\\y=cuv,\\z=z,\end{cases}}}
где {\displaystyle c>0} — размерный множитель.
Поверхности уровня {\displaystyle u=\mathrm {const} } и {\displaystyle v=\mathrm {const} } суть параболические цилиндры, образующие которых параллельны оси {\displaystyle z}.

## Связь с другими системами координат

### Прямоугольная система координат(x,y,z){\displaystyle (x,\;y,\;z)}
{\displaystyle {\begin{cases}x={\dfrac {c}{2}}(u^{2}-v^{2}),\\y=cuv,\\z=z,\end{cases}}}

### Цилиндрическая система координат(ρ,φ,z){\displaystyle (\rho ,\;\varphi ,\;z)}
{\displaystyle {\begin{cases}\rho ={\dfrac {c}{2}}(u^{2}+v^{2}),\\\varphi =\mathrm {arctg} \left({\dfrac {2uv}{u^{2}-v^{2}}}\right),\\z=z.\end{cases}}}

## Коэффициенты Ламе
Коэффициенты Ламе в данных координатах имеют следующий вид:
{\displaystyle {\begin{cases}H_{u}=c{\sqrt {u^{2}+v^{2}}},\\H_{v}=c{\sqrt {u^{2}+v^{2}}},\\H_{z}=1.\end{cases}}}

## Выражение основных дифференциальных операторов

### Градиент
{\displaystyle \mathrm {grad} \,F(u,\;v,\;z)={\frac {1}{c{\sqrt {u^{2}+v^{2}}}}}\left({\frac {\partial F}{\partial u}}{\vec {e}}_{u}+{\frac {\partial F}{\partial v}}{\vec {e}}_{v}\right)+{\frac {\partial F}{\partial z}}{\vec {e}}_{z}.}

### Дивергенция
{\displaystyle \mathrm {div} {\vec {A}}(u,\;v,\;z)={\frac {1}{c(u^{2}+v^{2})}}\left[{\frac {\partial }{\partial u}}\left({\sqrt {u^{2}+v^{2}}}A_{u}\right)+{\frac {\partial }{\partial v}}\left({\sqrt {u^{2}+v^{2}}}A_{v}\right)\right]+{\frac {\partial A_{z}}{\partial z}}.}

### Ротор
{\displaystyle \mathrm {rot} \,{\vec {A}}={\frac {1}{c{\sqrt {u^{2}+v^{2}}}}}\left[{\frac {\partial }{\partial v}}A_{z}-{\frac {\partial }{\partial z}}(c{\sqrt {u^{2}+v^{2}}}A_{v})\right]{\vec {e}}_{u}+{\frac {1}{c{\sqrt {u^{2}+v^{2}}}}}\left[{\frac {\partial }{\partial z}}(c{\sqrt {u^{2}+v^{2}}}A_{u})-{\frac {\partial }{\partial u}}A_{z}\right]{\vec {e}}_{v}+}
{\displaystyle +{\frac {1}{c(u^{2}+v^{2})}}\left[{\frac {\partial }{\partial u}}(c{\sqrt {u^{2}+v^{2}}}A_{v})-{\frac {\partial }{\partial v}}(c{\sqrt {u^{2}+v^{2}}}A_{u})\right]{\vec {e}}_{z}.}

### Лапласиан
{\displaystyle \Delta F(u,\;v,\;z)={\frac {1}{c^{2}(u^{2}+v^{2})}}\left[{\frac {\partial ^{2}F}{\partial u^{2}}}+{\frac {\partial ^{2}F}{\partial v^{2}}}\right]+{\frac {\partial ^{2}F}{\partial z^{2}}}.}